# أيست سبنسر (كارولاينا الشمالية)
أيست سبنسر (بالإنجليزية: East Spencer, North Carolina)‏ هي بلدة أمريكية تقع في الولايات المتحدة في مقاطعة روان. يقدر عدد سكانها بـ 1,534 نسمة ومساحتها 4.1 كم2 و وترتفع عن سطح البحر 222 متر.

## التركيبة السكانية
حدّد مكتب تعداد الولايات المتحدة بيانات التركيبة السكانية لأيست سبنسر في تعداد الولايات المتحدة. في ما يلي، التركيبة السكانية حسب تعدادي 2000 و2010.

### تعداد عام 2000
بلغ عدد سكان أيست سبنسر 1,755 نسمة بحسب تعداد عام 2000، وبلغ عدد الأسر 697 أسرة وعدد العائلات 450 عائلة مقيمة في البلدة. في حين سجلت الكثافة السكانية 426 نسمة لكل كيلومتر مربع (1,103.3/ميل2). وبلغ عدد الوحدات السكنية 796 وحدة بمتوسط كثافة قدره 193.2 لكل كيلومتر مربع (500.4/ميل2).
وتوزع التركيب العرقي للبلدة بنسبة 11.79% من البيض و85.81% من الأمريكيين الأفارقة و0.17% من الأمريكيين الأصليين و0.06% من الأمريكيين ذوي الأصول الآسيوية و0.06% من سكان جزر المحيط الهادئ و0.91% من الأعراق الأخرى و1.20% من عرقين مختلطين أو أكثر و2.74% من الهسبانيون أو اللاتينيون من أي عرق.
بلغ عدد الأسر 697 أسرة كانت نسبة 43.2% منها لديها أطفال تحت سن الثامنة عشر تعيش معهم، وبلغت نسبة الأزواج القاطنين مع بعضهم البعض 25.1% من أصل المجموع الكلي للأسر، ونسبة 34.1% من الأسر كان لديها معيلات من الإناث دون وجود شريك،  بينما كانت نسبة 5.3% من الأسر لديها معيلون من الذكور دون وجود شريكة وكانت نسبة 35.4% من غير العائلات. تألفت نسبة 32.1% من أصل جميع الأسر من عدة أفراد يعيشون في نفس المنزل ونسبة 12.8% كانت تتألف من شخص يعيش بمفرده يبلغ من العمر 65 عاماً أو أكثر. وبلغ متوسط حجم الأسرة المعيشية 2.52، أما متوسط حجم العائلات فبلغ 3.18.
بلغ العمر الوسطي للسكان 30.4 عاماً. وكانت نسبة 33.8% من القاطنين تحت سن الثامنة عشر، وكانت نسبة 8.7% بين الثامنة عشر والرابعة والعشرين عاماً، ونسبة 25.5% كانت واقعةً في الفئة العمرية ما بين الخامسة والعشرين والرابعة والأربعين عاماً، ونسبة 20.2% كانت ما بين الخامسة والأربعين والرابعة والستين، ونسبة 11.7% كانت ضمن فئة الخامسة والستين عاماً فما فوق. يوجد لكل 100 أنثى 80.2 ذكر، ويوجد لكل 100 أنثى في الثامنة عشر من عمرها فما فوق 74.0 ذكر.
بلغ متوسط دخل الأسرة في البلدة 18,947 دولارًا، أما متوسط دخل العائلة فبلغ 22,222 دولارًا. وكان متوسط دخل الذكور 23,203 دولارًا مقابل 21,801 دولارًا للإناث. وسجل دخل الفرد الخاص بالبلدة 10,180 دولارًا. وكانت نسبة 32.2% من العائلات ونسبة 35.8% من السكان تحت خط الفقر، وكان من هؤلاء نسبة 47.4% تحت سن الثامنة عشر ونسبة 27.5% في الخامسة والستين من العمر وما فوق.

### تعداد عام 2010
بلغ عدد سكان أيست سبنسر 1,534 نسمة بحسب تعداد عام 2010، وبلغ عدد الأسر 633 أسرة وعدد العائلات 378 عائلة مقيمة في البلدة. في حين سجلت الكثافة السكانية 372.3 نسمة لكل كيلومتر مربع (964.3/ميل2). وبلغ عدد الوحدات السكنية 857 وحدة بمتوسط كثافة قدره 208 لكل كيلومتر مربع (538.7/ميل2).
وتوزع التركيب العرقي للبلدة بنسبة 11.73% من البيض و83.51% من الأمريكيين الأفارقة و0.59% من الأمريكيين الأصليين و1.37% من الأعراق الأخرى و2.80% من عرقين مختلطين أو أكثر و2.41% من الهسبانيون أو اللاتينيون من أي عرق.
بلغ عدد الأسر 633 أسرة كانت نسبة 35.7% منها لديها أطفال تحت سن الثامنة عشر تعيش معهم، وبلغت نسبة الأزواج القاطنين مع بعضهم البعض 19% من أصل المجموع الكلي للأسر، ونسبة 33.5% من الأسر كان لديها معيلات من الإناث دون وجود شريك،  بينما كانت نسبة 7.3% من الأسر لديها معيلون من الذكور دون وجود شريكة وكانت نسبة 40.3% من غير العائلات. تألفت نسبة 34.6% من أصل جميع الأسر من عدة أفراد يعيشون في نفس المنزل ونسبة 13.9% كانت تتألف من شخص يعيش بمفرده يبلغ من العمر 65 عاماً أو أكثر. وبلغ متوسط حجم الأسرة المعيشية 2.42، أما متوسط حجم العائلات فبلغ 3.14.
بلغ العمر الوسطي للسكان 36.0 عاماً. وكانت نسبة 28.7% من القاطنين تحت سن الثامنة عشر، وكانت نسبة 9.6% بين الثامنة عشر والرابعة والعشرين عاماً، ونسبة 19.6% كانت واقعةً في الفئة العمرية ما بين الخامسة والعشرين والرابعة والأربعين عاماً، ونسبة 28.3% كانت ما بين الخامسة والأربعين والرابعة والستين، ونسبة 13.8% كانت ضمن فئة الخامسة والستين عاماً فما فوق. وتوزع التركيب الجنسي للسكان بنسبة 45.4% ذكور و54.6% إناث.